# Allium tanguticum
Allium tanguticum  (лат.) — вид однодольных растений рода Лук (Allium) семейства Амариллисовые (Amaryllidaceae). Впервые описан немецко-российским ботаником Эдуардом Людвиговичем Регелем в 1887 году.

## Распространение и среда обитания
Эндемик Китая, известный из провинций Ганьсу, Цинхай и Тибетского автономного района.

## Ботаническое описание
Луковичный геофит.
Луковица одиночная, диаметром 1—1,5 см, от яйцевидной до яйцевидно-шаровидной формы; шелуха от серо-коричневого до серовато-жёлтого цвета.
Листья линейные, плоские, шероховато-зазубренные по углам.
Соцветие — полушаровидный зонтик, несёт большое число плотно размещённых цветков с околоцветником фиолетового цвета с пурпурно-красным оттенком.
Цветёт и плодоносит с июля по сентябрь.